# Bäst of
Bäst of es un disco de grandes éxitos de Die Ärzte, con los sencillos de 1993 hasta 2004. Y un B-sides.

## Track listing
CD 1 
1. Schrei nach Liebe [Grito por amor] (Felsenheimer/Urlaub) – 4:12
2. Mach die Augen zu [Cierra los ojos] (Urlaub) – 4:00
3. Friedenspanzer [Tanque de la paz] (Gonzales, Felsenheimer) – 3:56
4. Quark [Sin importancia] (Urlaub) – 2:45
5. Kopfüber in die Hölle/Revolution [Primero la cabeza en el infierno] (Urlaub) – 2:54
6. Schunder-Song (Urlaub) – 3:06
7. Hurra (Urlaub) – 3:26
8. 3-Tage-Bart [3-días-barba] (Felsenheimer, Urlaub/Urlaub) - 3:03
9. Mein Baby war beim Frisör [Mi bebé fue con el barbero] (Urlaub) - 2:16
10. Männer sind Schweine [Los hombres son cerdos] (Urlaub) – 4:17
11. Goldenes Handwerk [Artesanía dorada] (Felsenheimer) – 2:50
12. 1/2 Lovesong [1/2 canción de amor] (Gonzales/Felsenheimer, Gonzales) – 3:52
13. Rebell [Rebelde] (Urlaub) – 3:51
14. Elke (live) (Urlaub/Urlaub) - 3:22
15. Wie es geht? [Cómo te va?] (Urlaub) - 3:58
16. Manchmal haben Frauen... [A veces las mujeres tienen] (Felsenheimer) - 4:13
17. Yoko Ono (Urlaub) - 0:30
18. Rock'n'Roll-Übermensch [Rock 'n' Roll sobre el hombre] (González, Felsenheimer) - 4:47
19. Komm zurück (unplugged) [Regresa] (Urlaub/Urlaub) - 3:29
20. Die Banane (unplugged) [La banana] (Felsenheimer, Gonzalez/Felsenheimer) - 4:59
21. Unrockbar [No rockero] (Urlaub) – 4:01
22. Dinge von denen [Cosas de cada quién] (Gonzalez/Gonzalez, Blitz) - 3:57
23. Nichts in der Welt [Nada en el mundo] (Urlaub) – 3:47
24. Deine Schuld [Tu culpa] (Urlaub) – 3:35
25. Die klügsten Männer der Welt [Los hombres más inteligentes del mundo] (Felsenheimer) – 3:58

CD 2 - B-Seiten
1. Wahre Liebe [Amor verdadero] (Gonzalez, Felsenheimer, Urlaub) - 3:03
2. Punkrockgirl (Originalversion) [Chica rockera punk] (Felsenheimer) - 1:53
3. Stick It Out/What's the Ugliest Part of Your Body [Cuál es la parte más fea de tu cuerpo?](Frank Zappa) - 3:06
4. Regierung [Gobierno](Felsenheimer, Urlaub) - 2:32
5. Sex Me, Baby [Sexéame, Baby](Gonzalez/Gonzalez, Felsenheimer) - 2:50
6. Warrumska (Urlaub) - 3:54
7. Saufen (Urlaub) - 3:48
8. Ein Lächeln (für jeden Tag deines Lebens) [Una sonrisa (por cada día de tu vida)] (Felsenheimer, Gonzalez, Urlaub) - 4:21
9. Wunderbare Welt des Farin U. [El maravilloso mundo de Farin U.] (Urlaub) - 2:45
10. Rod Army [El ejército de Rod] (Gonzalez/Felsenheimer) - 2:50
11. Ein Lied über Zensur [Una canción sobre censura](Urlaub/Felsenheimer, Urlaub) - 3:20
12. Schlimm [Malo] (Felsenheimer) - 3:34
13. Danke für jeden guten Morgen [Gracias por cada buena mañana] (Martin Gotthard Schneider) - 2:34
14. Punk ist... (Götz Alsmann Band feat. Die Ärzte) [Punk es...] (Felsenheimer) - 3:23
15. Backpfeifengesicht [La cara de la ramera] (Urlaub) - 2:24
16. Alles für Dich [Todo por ti] (Urlaub) - 4:11
17. Die Instrumente des Orchesters [El instrumento de la orquesta](Urlaub) - 2:36
18. Kpt. Blaubär (Extended Version) (Urlaub, Felsenheimer, Gonzalez) - 4:17
19. Rettet die Wale [Salven a las ballenas](Urlaub) - 1:48

- Datos: Q1019268